# Creolandreva aptera
Creolandreva aptera är en insektsart som beskrevs av Hugel 2009. Creolandreva aptera ingår i släktet Creolandreva och familjen syrsor. Inga underarter finns listade i Catalogue of Life.